# アイスレーベン郡
アイスレーベン郡 (ドイツ語: Kreis Eisleben) は、ドイツ民主共和国（東ドイツ）のハレ県に存在した郡である。再統一後の1990年から1994年まではドイツ連邦共和国のザクセン＝アンハルト州の郡だった。現在は、ザクセン＝アンハルト州のマンスフェルト＝ズュートハルツ郡の一部となっている。郡庁はルターシュタット・アイスレーベンに置かれていた。

## 地理

### 主要な町村
ルターシュタット・アイスレーベン近隣の主要な町村はアールスドルフ、アンナローデ、ベンドルフ、ボルンシュテット、エルデボルン、ヘダースレーベン、ヘルブラ、ヘルギスドルフ、クロスターマンスフェルト、ポルレーベン、レーブリンゲン・アム・ゼー、ジービゲローデ、ジーアスレーベン、シュテッテン、フォルクシュテット、ヴァンスレーベン・アム・ゼー、ヴィンメルブルク、ヴォルフェローデであった。

### 隣接の郡
アイスレーベン郡に接していたのは、北から時計回りにヘットシュテット郡、ザール郡、クヴェーアフルト郡、ザンガーハウゼン郡であった。

## 歴史
1950年7月1日、ドイツ民主共和国（東ドイツ）のザクセン＝アンハルト州の一部だった時に最初の領域改革があった。以前は郡独立市であったルターシュタット・アイスレーベンと、マンスフェルダー・ゼー郡（「マンスフェルト湖沼郡」の意）、マンスフェルダー・ゲビルクス郡（「マンスフェルト山岳郡」の意）の一部が合併して、アイスレーベン郡が形成された。1952年7月25日にさらなる領域改革が発表され、アイスレーベン郡から新たにベルンブルク郡とヘットシュテット郡が分離した。残余部分と旧ザンガーハウゼン郡からアイスレーベン郡が形成され、新設のハレ県のもとに置かれた。
1990年5月17日、従来の「Kreis Eisleben」から「Landkreis Eisleben」へと改称された。
1990年10月、ドイツが再統一すると、再建されたザクセン＝アンハルト州のもとに置かれた。1994年の郡改革で、今度はマンスフェルダー郡となった。2007年7月1日にこの郡はザンガーハウゼン郡と合併し、新たにマンスフェルト＝ズュートハルツ郡になった。

## 人口推移
| 年   | 1960    | 1971   | 1981   | 1989   |
| 人口 | 101,467 | 89,201 | 75,846 | 69,489 |

## 経済
地区の経済はVEBマンスフェルト・コンビナート・ヴィルヘルム・ピークによる銅鉱山と銅処理によって占められていた。

## 交通
連邦道路80号線がノルトハウゼンとハレに向かっており、連邦道路180号線がマクデブルクとエルフルト、連邦道路242号線がハルツ山地に向かっていた。加えて鉄道路線では、アイスレーベン郡でハレ－アイスレーベン－ノルトハウゼンと、ベルリン－ザンガーハウゼン－ブランケンハイムの路線が交差していた。

## ナンバープレート
自動車（オートバイを除く）やトレーラーは、およそ1974年から1990年末までにKGとVGの文字ペアで始まった特徴的な三重音字の記号が割り当てられていた。後はVH30-01からVH60-00がオートバイを示すために使用された。
1991年の初期は、郡にはEILの識別文字が与えられた。 これは1994年6月30日まで発行された。2012年11月27日以来はマンスフェルト＝ズュートハルツ郡で使用されている。